# Huis Windsor

Wapen van het huis Windsor

Het Huis Windsor (Engels: House of Windsor), oorspronkelijk het Huis Saksen-Coburg en Gotha, is sinds 1917 de naam van de Britse koninklijke familie. Koning George V veranderde de oorspronkelijke Duits-klinkende achternaam van de koninklijke familie in 1917 naar het Engels-klinkende Windsor (naar Windsor Castle). Dit om de bevolking gerust te stellen die, na het uitbreken van de Eerste Wereldoorlog, wilde dat alle connecties met Duitsland verbroken zouden worden.
De Duitse naam komt oorspronkelijk van het huwelijk tussen koningin Victoria en Albert van Saksen-Coburg en Gotha, zoon van hertog Ernst I van Saksen-Coburg en Gotha, in februari 1840.
Echter, de naamsverandering gold alleen voor de nakomelingen in de mannelijke lijn van Koningin Victoria, en niet in de vrouwelijke lijn. In april 1952, twee maanden nadat ze de troon besteeg, bracht koningin Elizabeth II duidelijkheid over de dynastienaam door een verklaring tegenover de Privy Council te geven dat het: 

"Mijn wil en mijn wens is dat ik en mijn kinderen voortaan deel zullen uitmaken van het Huis en de Familie van Windsor, en dat mijn nakomelingen die getrouwd zijn en hun nakomelingen de naam Windsor zullen dragen".

Later, op 8 februari 1960, legde Elizabeth II een tweede verklaring af dat zijzelf en haar vier kinderen onderdeel uit zouden maken van het Huis en de Familie van Windsor, en dat haar andere nakomelingen in mannelijke lijn de naam Mountbatten-Windsor (Mountbatten van haar man, prins Philip) zouden dragen, leden van het Huis Sleeswijk-Holstein-Sonderburg-Glücksburg, een tak van het Huis Oldenburg. De naam van deze familie luidde oorspronkelijk overigens Battenberg en werd tijdens de Eerste Wereldoorlog, op verzoek van de Engelse koning George V, met hetzelfde argument als bij de familie Windsor veranderd in het meer Engels klinkende Mountbatten.
Elke toekomstige Britse monarch kan de familienaam weer veranderen, zonder rekening te hoeven houden met de naamsveranderingen die George V en Elizabeth II ingevoerd hebben. Zo zou koning Charles III, sinds hij monarch is, de koninklijke familie bijvoorbeeld Mountbatten kunnen gaan noemen.
Tot nu toe zijn/waren er vijf Windsor-monarchen:
- George V;
- Edward VIII;
- George VI;
- Elizabeth II;
- Charles III, de huidige koning van het Verenigd Koninkrijk, lid van het Huis Sleeswijk-Holstein-Sonderburg-Glücksburg.